# UCI America Tour 2012
Die UCI America Tour ist der vom Weltradsportverband UCI zur Saison 2005 eingeführte amerikanische Straßenradsport-Kalender unterhalb der UCI ProTour (seit 2011: UCI WorldTour) und gehört zu den UCI Continental Circuits. Die siebte Saison beginnt am 1. Oktober 2011 und endet am 30. September 2012.
Die Eintagesrennen und Etappenrennen der UCI America Tour sind in drei Kategorien (HC, 1 und 2) eingeteilt. Bei jedem Rennen werden Punkte für eine Wertung vergeben. An dieser Wertung nehmen die Professional Continental Teams und die Continental Teams teil. An den einzelnen Rennen können auch ProTeams teilnehmen, die von Fahrern der ProTeams erzielten Platzierungen bleiben aber für das Ranking außer Betracht.
Die UCI gab am 26. Januar 2012 bekannt, dass die drei amerikanischen Continental Teams Funvic-Pindamonhangaba, Movistar Continental Team und EPM-UNE aufgrund ihrer Platzierung in einem fiktionalen Ranking zu Saisonbeginn Startrecht zu allen Rennen der ersten und zweiten UCI-Kategorie haben.

## Gesamtstand
(Endstand: 30. September 2012)
| Platz | Fahrer                |                    | Team | Punkte |
| ----- | --------------------- | ------------------ | ---- | ------ |
| 1.    | Rory Sutherland       | Australien         | UHC  | 184,8  |
| 2.    | Maximiliano Richeze   | Argentinien        | PPO  | 166    |
| 3.    | Miguel Ubeto          | Venezuela          | AND  | 150    |
| 4.    | Félix Cárdenas        | Kolumbien          |      | 148    |
| 5.    | Edgardo Simón         | Argentinien        | RCT  | 121    |
| 6.    | Alexander Serebrjakow | Russland           | TT1  | 119    |
| 7.    | François Parisien     | Kanada             | SPI  | 99     |
| 8.    | Magno Nazaret         | Brasilien          | FUN  | 96     |
| 9.    | Otávio Bulgarelli     | Brasilien          | FUN  | 96     |
| 10.   | Bruno Langlois        | Kanada             |      | 96     |
| 11.   | Francisco Mancebo     | Spanien            | RCC  | 94     |
| 12.   | John Murphy           | Vereinigte Staaten | KPC  | 92     |
| 13.   | Jimmi Briceño         | Venezuela          |      | 90     |
| 14.   | Xavier Quevedo 1      | Venezuela          |      | 88     |
| 15.   | Jorge Soto            | Uruguay            |      | 87     |
| 16.   | Juan Cotumba          | Bolivien           |      | 86     |
| 17.   | Joseph Dombrowski 1   | Vereinigte Staaten | BLS  | 86     |
| 18.   | Ludovic Turpin        | Frankreich         |      | 85     |
| 19.   | Luis Mansilla         | Chile              |      | 85     |
| 20.   | Ken Hanson            | Vereinigte Staaten | OPT  | 85     |
|       | …                     |                    |      |        |
| 58.   | Stefan Schumacher     | Deutschland        | CWO  | 45     |
| 70.   | Riccardo Zoidl        | Osterreich         | RAD  | 40     |
| 265.  | Enea Cambianica       | Schweiz            |      | 8      |

| Platz | Team                                          |                        | Punkte |
| ----- | --------------------------------------------- | ---------------------- | ------ |
| 1.    | Real Cycling Team                             | Brasilien              | 404    |
| 2.    | Funvic-Pindamonhangaba                        | Brasilien              | 404    |
| 3.    | UnitedHealthcare Pro Cycling Team             | Vereinigte Staaten     | 352,2  |
| 4.    | Team Optum-Kelly Benefit Strategies           | Vereinigte Staaten     | 302    |
| 5.    | Team Nippo                                    | Japan                  | 299    |
| 6.    | Team Type 1-Sanofi                            | Vereinigte Staaten     | 281    |
|       | Androni Giocattoli-Venezuela                  | Italien                | 281    |
| 8.    | EPM-UNE                                       | Kolumbien              | 245    |
| 9.    | SpiderTech-C10                                | Kanada                 | 242    |
| 10.   | Gobernación de Antioquia-Indeportes Antioquia | Kolumbien              | 193    |
| 11.   | Bontrager Livestrong Team                     | Vereinigte Staaten     | 174    |
|       | Movistar Continental Team                     | Kolumbien              | 174    |
| 13.   | Competitive Cyclist Racing Team               | Vereinigte Staaten     | 168    |
| 14.   | Kenda-5-Hour Energy Cycling Team              | Vereinigte Staaten     | 145    |
| 15.   | Bissell Cycling                               | Vereinigte Staaten     | 118    |
| 16.   | Continental Team Astana                       | Kasachstan             | 105    |
| 17.   | Team Exergy                                   | Vereinigte Staaten     | 86     |
| 18.   | San Luis Somos Todos                          | Argentinien            | 82     |
| 19.   | Colombia-Coldeportes                          | Kolumbien              | 80     |
| 20.   | Farnese Vini-Selle Italia                     | Vereinigtes Konigreich | 73     |
|       | …                                             |                        |        |
| 23.   | Team NetApp                                   | Deutschland            | 53     |
| 27.   | RC ARBÖ Gourmetfein Wels                      | Osterreich             | 43     |

| Platz | Nation                   | Punkte |
| ----- | ------------------------ | ------ |
| 1.    | Kolumbien                | 1571,2 |
| 2.    | Vereinigte Staaten       | 1103,8 |
| 3.    | Argentinien              | 964    |
| 4.    | Kanada                   | 928    |
| 5.    | Brasilien                | 816    |
| 6.    | Venezuela                | 789,8  |
| 7.    | Costa Rica               | 310    |
| 8.    | Chile                    | 279    |
| 9.    | Uruguay                  | 254    |
| 10.   | Niederländische Antillen | 220    |
| 11.   | Dominikanische Republik  | 206    |
| 12.   | Kuba                     | 173    |
| 13.   | Bolivien                 | 163    |
| 14.   | Ecuador                  | 155    |
| 15.   | Panama                   | 151    |
| 16.   | Suriname                 | 125    |
| 17.   | Mexiko                   | 123    |
| 18.   | St. Lucia                | 108    |
| 19.   | Aruba                    | 101    |
| 20.   | Guatemala                | 51     |

| Platz | Nation (U23)             | Punkte |
| ----- | ------------------------ | ------ |
| 1.    | Kolumbien                | 422    |
| 2.    | Vereinigte Staaten       | 390,4  |
| 3.    | Venezuela                | 142    |
| 4.    | Costa Rica               | 130    |
| 5.    | Kanada                   | 103    |
| 6.    | Dominikanische Republik  | 84     |
| 7.    | Argentinien              | 83     |
| 8.    | Niederländische Antillen | 72     |
| 9.    | Chile                    | 69     |
| 10.   | Suriname                 | 67     |
| 11.   | Uruguay                  | 52     |
| 12.   | Brasilien                | 43     |
| 13.   | Ecuador                  | 35     |
| 14.   | Panama                   | 29     |
| 15.   | Guatemala                | 24     |
| 16.   | Kuba                     | 19     |
| 17.   | St. Lucia                | 12     |
| 18.   | Mexiko                   | 9      |
| 19.   | Bolivien                 | 7      |

Zu den Regeln der einzelnen Ranglisten: 

## Rennkalender

### Oktober 2011
| Datum   | Rennen                                                     | Kat. | Ergebnis | Sieger         | Team                                  |
| ------- | ---------------------------------------------------------- | ---- | -------- | -------------- | ------------------------------------- |
| 2.      | Tobago Cycling Classic                                     | 1.2  | Details  | Riccardo Zoidl | RC ARBÖ Gourmetfein Wels              |
| 16.–23. | Tour do Brasil Volta Ciclística de São Paulo-Internacional | 2.2  | Details  | José Rodrigues | Padaria Real/Calói/Céu Azul Alimentos |
| 23.–1.  | Vuelta a Guatemala                                         | 2.2  | –        | verschoben     |                                       |

### November 2011
| Datum   | Rennen                  | Kat. | Sieger       | Team                      |
| ------- | ----------------------- | ---- | ------------ | ------------------------- |
| 6.–13.  | Vuelta a Bolivia        | 2.2  | Juan Cotumba | Pio Rico                  |
| 22.–27. | Vuelta Ciclista Chiapas | 2.2  | Iván Casas   | Boyacá Orgullo de América |

### Dezember 2011
| Datum   | Rennen              | Kat. | Sieger              | Team              |
| ------- | ------------------- | ---- | ------------------- | ----------------- |
| 16.–28. | Vuelta a Costa Rica | 2.2  | José Adrián Bonilla | Citi-Economy-Blue |

### Januar
| Datum   | Rennen                   | Kat. | Sieger             | Team                            |
| ------- | ------------------------ | ---- | ------------------ | ------------------------------- |
| 5.–15.  | Vuelta Chile             | 2.2  | Patricio Almonacid | Clos de Pirque-Trek             |
| 8.      | Copa América de Ciclismo | 1.2  | Francisco Chamorro | Real Cycling Team               |
| 13.–22. | Vuelta al Táchira        | 2.2  | Jimmi Briceño      | Lotería Táchira Cauchos Guayana |
| 23.–29. | Tour de San Luis         | 2.1  | Levi Leipheimer    | Omega Pharma-Quick Step         |

### Februar
| Datum   | Rennen                             | Kat. | Sieger         | Team                                 |
| ------- | ---------------------------------- | ---- | -------------- | ------------------------------------ |
| 20.–27. | Vuelta a la Independencia Nacional | 2.2  | Ismael Sánchez | Comisión Nacional de Energía-La Vega |
| 21.–26. | Rutas de América                   | 2.2  | Jorge Soto     | CC Porongos                          |

### März
| Datum   | Rennen                                           | Kat. | Sieger              | Team                   |
| ------- | ------------------------------------------------ | ---- | ------------------- | ---------------------- |
| 9.      | Panamerikameisterschaft – Einzelzeitfahren       | CC   | Matías Médici       | Argentinien            |
| 9.      | Panamerikameisterschaft – Einzelzeitfahren (U23) | CC   | Eduardo Sepúlveda   | Argentinien            |
| 11.     | Panamerikameisterschaft – Straßenrennen          | CC   | Maximiliano Richeze | Argentinien            |
| 11.     | Panamerikameisterschaft – Straßenrennen (U23)    | CC   | Arnold Olavarria    | Chile                  |
| 13.–17. | Giro do Interior de São Paulo                    | 2.2  | abgesagt            |                        |
| 18.–25. | Vuelta Mexico                                    | 2.2  | Óscar Sevilla       | Empacadora San Marcos  |
| 30.–8.  | Vuelta Ciclista al Uruguay                       | 2.2  | Magno Nazaret       | Funvic-Pindamonhangaba |

### April
| Datum   | Rennen                 | Kat. | Sieger            | Team                            |
| ------- | ---------------------- | ---- | ----------------- | ------------------------------- |
| 15.     | Tour of the Battenkill | 1.2  | Francisco Mancebo | Competitive Cyclist Racing Team |
| 18.–22. | Tour de Santa Catarina | 2.2  | abgesagt          |                                 |

### Mai
| Datum   | Rennen                                   | Kat.   | Sieger          | Team                              |
| ------- | ---------------------------------------- | ------ | --------------- | --------------------------------- |
| 2.–6.   | Tour of the Gila                         | 2.HC   | Rory Sutherland | UnitedHealthcare Pro Cycling Team |
| 13.–20. | Vuelta a Guatemala                       | 2.2    | Ramiro Rincón   | EPM-UNE                           |
| 13.–20. | Tour of California                       | 2.HC   | Robert Gesink   | Rabobank Cycling Team             |
| 30.–3.  | Volta Ciclística Internacional do Paraná | 2.2    | abgesagt        |                                   |
| 31.–3.  | Coupe des Nations Ville Saguenay         | 2.Ncup | Arman Kamyschew | Kasachstan                        |

### Juni
| Datum   | Rennen                             | Kat. | Sieger                | Team                              |
| ------- | ---------------------------------- | ---- | --------------------- | --------------------------------- |
| 3.      | TD Bank International Championship | 1.HC | Alexander Serebrjakow | Team Type 1-Sanofi                |
| 10.–24. | Vuelta a Colombia                  | 2.2  | Félix Cárdenas        | GW Shimano                        |
| 12.–17. | Tour de Beauce                     | 2.2  | Rory Sutherland       | UnitedHealthcare Pro Cycling Team |

### Juli
| Datum  | Rennen             | Kat. | Sieger       | Team                         |
| ------ | ------------------ | ---- | ------------ | ---------------------------- |
| 6.–15. | Vuelta a Venezuela | 2.2  | Miguel Ubeto | Androni Giocattoli-Venezuela |

### August
| Datum   | Rennen                                     | Kat. | Sieger               | Team              |
| ------- | ------------------------------------------ | ---- | -------------------- | ----------------- |
| 3.–5.   | Tour of Elk Grove                          | 2.1  | François Parisien    | SpiderTech-C10    |
| 3.–12.  | Tour de la Guadeloupe                      | 2.2  | Ludovic Turpin       | USC Goyave        |
| 7.–12.  | Tour of Utah                               | 2.1  | Johann Tschopp       | BMC Racing Team   |
| 20.–26. | USA Pro Cycling Challenge                  | 2.HC | Christian Vandevelde | Garmin-Sharp      |
| 27.–29. | Volta Ciclística Internacional de Gravataí | 2.2  | abgesagt             |                   |
| 29.–2.  | Tour do Rio                                | 2.2  | Kleber Ramos         | Real Cycling Team |

### September
| Datum | Rennen             | Kat. | Sieger        | Team            |
| ----- | ------------------ | ---- | ------------- | --------------- |
| 15.   | Univest Grand Prix | 1.2  | Patrick Bevin | Bissell Cycling |